# Distracción
Distracción è un comune della Colombia del dipartimento di La Guajira.
Il centro abitato venne fondato nel 1845 da Antonio María Vidal.